# Quadriga (fortolkningsmetode)
 Denne artikel omhandler en fortolkningsmetode af litteratur. Opslagsordet har også en anden betydning, se Quadriga (firspand).
Quadriga eller Kvadriga, egentlig "firspand";   –   her henviser det til den såkaldte firfoldige tolkningsmetode eller firedobbelte skriftlæsning inden for litteratur, især brugt i Middelalderen til fortolkning af Bibelen. Men allerede siden Origenes' dage i det 3. århundrede havde man dog i kirken været vant til ikke at kunne nøjes med at tolke Bibelens historiske, bogstavelige mening. Det gjaldt om også at få fat i den åndelige tydning. Nogle middelalderlige fortolkere kender op til syv forskellige fortolkningsmuligheder, men på Luthers tid var man standset op ved fire betydninger i alt og taler derfor om den fire-dobbelte skriftfortolkning. (Grane s. 55)

## Sensus litteralis – allegoricus – tropologicus – anagogicus
| Betegnelse | Huskevers             | Beskrivelse |
| sensus litteralis/historicus: kaldes ofte tekstens 'yderside'; (de tre herunder kaldes så tekstens 'inderside': sensus spiritualis, her i tre aspekter, der skulle give den dybere åndelige mening) | littera gesta docet   | Den bogstavelige betydning der belærer om hvad der er hændt. - den bogstavelige, oprindelige betydning. Som eksempel: Jerusalem: selve byen |
| sensus allegoricus | quid credas allegoria | Den allegoriske betydning om hvad man skal tro; - sigter på forholdet til Kristus og kirken. Som eksempel: Jerusalem: den hellige kirke |
| sensus tropologicus | moralis quid agas     | Den forbilledlige, moralske betydning om hvad man skal gøre; - sigter på den enkeltes tro og etik. Som eksempel: Jerusalem: et billede på den troende sjæl, der altid søger fred |
| sensus anagogicus/mysticus | quid speres anagogia  | Den opbyggelige betydning om hvilke mål man skal stræbe imod; - om de sidste tider, det evige livs håb. (anagogia: "at lede opad") - Det pågældende tekststed kan være udgangspunkt for meditation og man lader sig ved hjælp af den løfte op (agogein) til en helt eller delvis mystisk forening med Gud. Allerede i denne jordiske tilværelse kan man således foregribe det himmelske samvær med Gud. (Lindhardt 1979, s 206) Som eksempel Jerusalem: sjælene i himlen, som ser Gud åbenbaret på Zion |

[De latinske huskevers tillægges i denne form den danske dominikanermunk Augustinus de Dacia (Aage fra Danmark) der i 1260 skrev en slags skolemæssig introduktion til teologien, herunder bibeludlægningen. (Lehmann i Pedersen 1989, s. 73).   –   Eksemplet med Jerusalem fra Lindhardt 1979, s. 206, der citerer Caplan)]